# Mord im Spiegel
Mord im Spiegel (Originaltitel The Mirror Crack’d from Side to Side) ist der 53. Kriminalroman von Agatha Christie. Er erschien zuerst am 12. November 1962 im Vereinigten Königreich im Collins Crime Club, im September 1963 dann in den USA unter dem kürzeren Titel The Mirror Crack’d bei Dodd, Mead and Company. Die deutsche Erstausgabe wurde 1964 im Scherz Verlag unter dem Titel Dummheit ist gefährlich in der Übersetzung von Ilse Velten veröffentlicht. 1980 erschien der Roman in einer Neuausgabe in der bis heute verwendeten Übersetzung von Ursula Gaïl im selben Verlag unter dem Titel Mord im Spiegel oder Dummheit ist gefährlich.
Miss Marple ermittelt in ihrem achten Roman, der vom Schicksal der amerikanischen Filmschauspielerin Gene Tierney inspiriert wurde.

## Erklärung des Romantitels

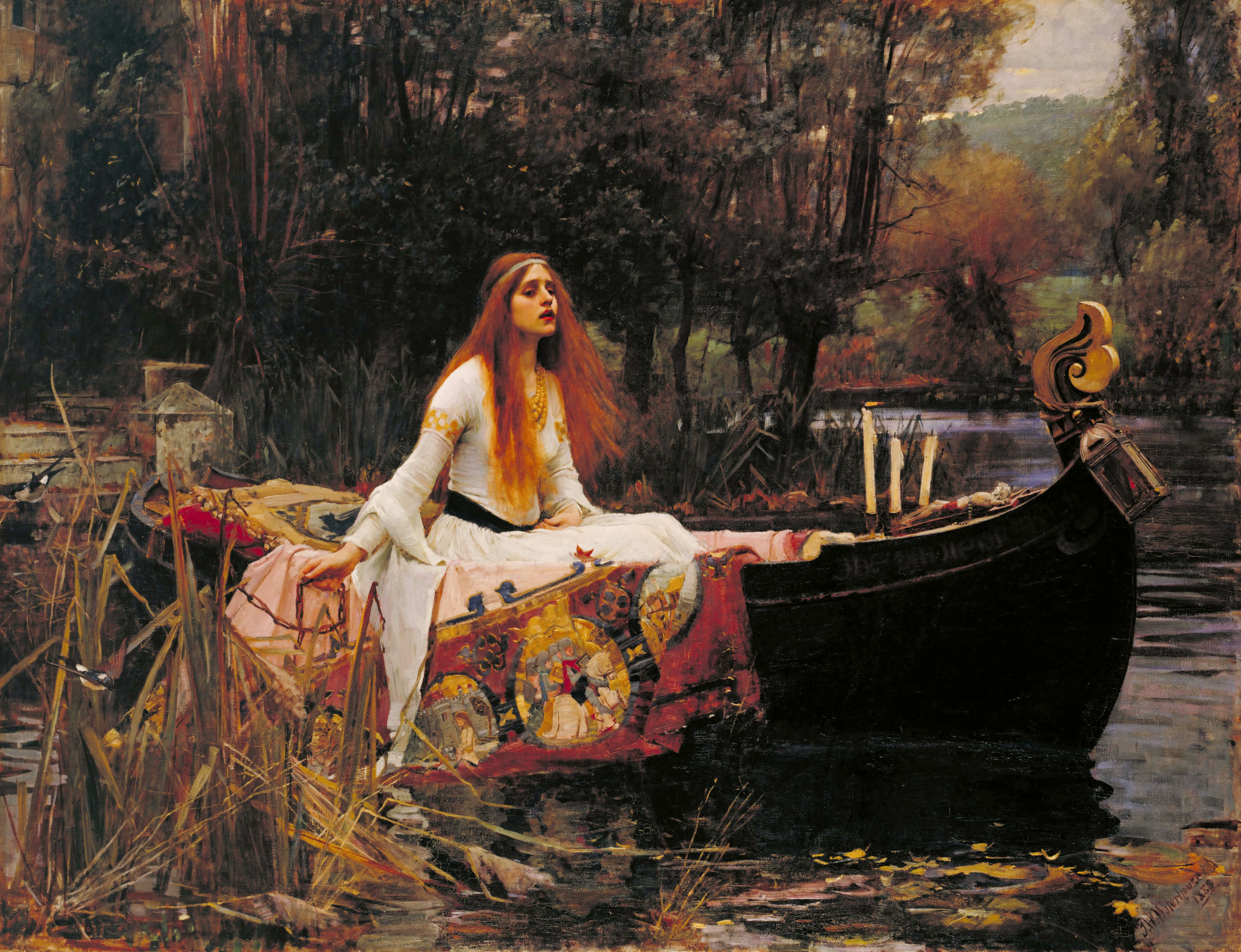
John William Waterhouse: The Lady of Shalott (1888)

Der Titel des Romans stammt aus dem Gedicht The Lady of Shalott von Alfred Tennyson.
Out flew the web and floated wide-
The mirror crack’d from side to side;
"The curse is come upon me," cried
The Lady of Shalott.

## Handlung
Der Wohnort von Miss Marple, das beschauliche St. Mary Mead, ist größeren Veränderungen unterworfen: Die Modernisierung der örtlichen Geschäfte, aber auch die Errichtung eines Neubaugebietes, in dem vorwiegend junge Ehepaare wohnen, geben den alten Damen des Dorfes reichlich Stoff für Klatsch.
Außerdem ist der bevorstehende Einzug von Marina Gregg ein viel besprochenes Ereignis in dem kleinen Dorf. Miss Gregg ist eine gefeierte Filmdarstellerin, die in das frühere Haus – Gossington Hall – von Miss Marples Freundin, Mrs. Dolly Bantry, einziehen will. Miss Marple erholt sich von einer Bronchitis und hat auf Veranlassung ihres Neffen Raymond West eine Pflegerin, Miss Knight, ins Haus bekommen. Diese opfert sich zwar für die alte Dame auf, geht ihr aber gewaltig auf die Nerven. Miss Marple schickt daher ihre Aufpasserin auf eine längere Einkaufstour und nützt deren Abwesenheit für einen Ausflug in die Neubausiedlung.
Dort fällt sie über einen Steinhaufen und wird von Mrs. Heather Badcock, einer freundlichen, mütterlichen Frau, mit Tee versorgt. Mrs. Badcock sieht sich selbst als „helfenden Engel“, erinnert Miss Marple aber an Alison Wilde, die „niemals einen Gedanken daran verschwendete, welche Folgen ihre Taten für andere hatten“. Solche Menschen sind nach Mrs. Marples Meinung gefährlich, weil sie, ohne es zu wollen, andere Menschen in Schwierigkeiten bringen können. Wie die meisten Frauen in St. Mary Mead ist Mrs. Badcock begeistert von dem bevorstehenden Zuzug der Berühmtheit Marina Gregg und erzählt, wie sie als junges Mädchen trotz Krankheit ihr Hotelbett auf Bermuda verließ, um ein Autogramm von Gregg zu bekommen.
Zur Einweihungsparty in Gossington Hall wird die gesamte örtliche Prominenz und, als freundliche Geste gegenüber der früheren Besitzerin, auch Mrs. Bantry eingeladen. Kurz nach ihrem Zusammentreffen mit Marina Gregg erleidet Heather Badcock, die ihrer Gastgeberin die Geschichte des Zusammentreffens auf Bermuda erzählt hat, offensichtlich einen Herzanfall und stirbt.
Mrs. Bantry erzählt Miss Marple von der Begebenheit. Sie erwähnt dabei, Marina Gregg sei nicht ganz bei der Sache gewesen, als Heather Badcock ihr die Geschichte ihrer Autogrammjagd erzählte. Ihr Blick habe Mrs. Bantry an das Gedicht „The Lady of Shalott“ von Alfred Tennyson erinnert. Gregg habe ausgesehen wie jemand, auf dessen Haupt ein Fluch herabgekommen sei („'The doom has come upon me', cried the Lady of Shalott“).
Die beiden älteren Damen wundern sich über den plötzlichen Tod der offensichtlich kerngesunden Heather Badcock. Während sie noch verschiedene Theorien erörtern, kommt Dr. Haydock, Hausarzt und alter Freund von Miss Marple, hinzu und gibt dieser verschlüsselt das Startsignal für eine Morduntersuchung. Gleichzeitig beginnt Chief-Inspector Dermot Craddock von Scotland Yard mit der Untersuchung des Falles. Heather Badcock wurde mit einer tödlichen Dosis eines gängigen Tranquilizers vergiftet, der besonders in der Filmszene „zum täglichen Leben gehört“.
Alles scheint darauf hinzudeuten, dass nicht Heather Badcock, sondern Marina Gregg das Ziel des Mordanschlages war. Craddock konzentriert deshalb seine Ermittlungen auf das nähere Umfeld der Schauspielerin. Jason Rudd, der Ehemann der Diva, erwähnt Drohbriefe, die seine Frau erhalten habe. Ella Zielinsky, Sekretärin von Rudd und „Mädchen für alles“ im Haushalt der Rudds, weist darauf hin, dass Marina Gregg zu extremen Stimmungsschwankungen neige und vor einigen Jahren einen Nervenzusammenbruch erlitten habe, nachdem ihr Kind geistig behindert zur Welt gekommen war. Den seltsamen Blick, den Mrs. Bantry bei Marina Gregg beobachtet hat, kann keiner der Hausangestellten deuten.
Während sich Miss Marple in der Regenbogenpresse über das Privatleben von Marina Gregg informiert, befragt Craddock die Fotografin der Einweihungsfeier, Margot Bence. Sie hat den von Mrs. Bantry beschriebenen „versteinerten Blick“ auf einem Foto dokumentiert. Es stellt sich heraus, dass Bence als Kind von Marina Gregg adoptiert worden war, nach deren ersehnter Schwangerschaft aber abgeschoben wurde. Sie gibt offen zu, keine freundlichen Gefühle für ihre ehemalige Stiefmutter zu hegen, bestreitet jedoch, sie getötet zu haben.
Zielinsky fällt einem weiteren Mordanschlag zum Opfer. Kurze Zeit später wird auch der Butler von Rudd und Gregg von hinten erschossen. Chief Inspector Craddock ist verzweifelt.
Miss Marple kommt letzten Endes auf die Erklärung für die Mordserie. Gegen den Rat ihrer Pflegerin bricht sie nach Gossington Hall auf. Dort erfährt sie, dass auch Marina Gregg tot ist – gestorben durch eine Überdosis Schlafmittel. Miss Marple hat nun alle Indizien zusammen und erklärt die Zusammenhänge:
Die Krankheit, an der Mrs. Badcock seinerzeit auf Bermuda litt, war Röteln, eine sehr ansteckende, aber an sich harmlose Infektion, die kaum Beschwerden verursacht. Infiziert sich eine Schwangere aber in den ersten vier Monaten einer Schwangerschaft, kann die Krankheit zur Folge haben, dass das Kind tot, blind oder geistig behindert zur Welt kommt. Genau dies war seinerzeit bei Marina Gregg der Fall. Sie hatte sich immer gefragt, wo sie sich angesteckt hat. Am Tag der Einweihungsparty erfuhr sie dies, und zwar von einer Frau, die ganz offensichtlich auch noch stolz auf ihre Tat war. Diese Erkenntnis löste den „versteinerten Blick“ aus, den Mrs. Bantry beobachtete. Marina Gregg hatte, wie immer, ihr Lieblingsmedikament zur Hand und beschloss impulsiv, Heather Badcock für ihre Tat zu bestrafen. Ein nahezu perfekter Mord, weil ungeplant und scheinbar völlig sinnlos. Dennoch hatten Ella Zielinsky und der Butler unabhängig voneinander die richtigen Schlüsse gezogen und versucht, Gregg zu erpressen. Daher wurden auch sie ermordet.
Miss Marple bleibt mit Jason Rudd im Schlafzimmer der Toten zurück. Ob die Überdosis Schlafmittel von Gregg bewusst eingenommen oder ihr von ihrem Ehemann verabreicht wurde – als letzter Ausweg in einer fatalen Situation –, bleibt offen. Der Roman endet mit den drei letzten Versen des titelgebenden Gedichts, die Miss Marple zitiert:
“He said, ‘She has a lovely face.
God in His mercy lend her grace,
The Lady of Shalott.’”
„Er sprach: ‚Was für ein liebliches Gesicht.
Gott in seiner Gnade gebe ihr Schönheit,
der Lady of Shalott.‘“

## Bezug zu realen Ereignissen
Agatha Christie hat sich mit hoher Wahrscheinlichkeit an der wahren Geschichte der US-amerikanischen Schauspielerin Gene Tierney orientiert.
Tierney hat die Tragödie 1979 in ihrer Autobiographie beschrieben, doch bereits lange zuvor war sie über die Klatschpresse einer breiten Öffentlichkeit bekannt geworden:
Als Tierney im Juni 1943 mit ihrem ersten Kind schwanger war, infizierte sie sich bei ihrem einzigen Auftritt in der Hollywood Canteen mit Röteln und erkrankte daran. Als Folge daraus kam ihre Tochter Daria am 15. Oktober 1943 mit nur 1,4 kg als Frühgeburt auf die Welt. Das Kind war taub, fast blind, geistig behindert und musste schließlich auf Dauer in einer Einrichtung für Behinderte untergebracht werden.
Einige Zeit später wurde Tierney auf einer Gartenparty von einem weiblichen Fan angesprochen. Die Frau sprach offen davon, dass sie sich – bettlägerig an Röteln erkrankt – zur Hollywood Canteen geschlichen habe, um mit Gene Tierney in persönlichen Kontakt zu kommen. In ihrer Autobiographie spricht Tierney davon, dass sie die Frau am Ende ihrer Geschichte nur stumm anstarren konnte und dann wortlos davongegangen sei. Tierney merkte hierzu an: After that I didn’t care whether ever again I was anyone’s favorite actress (Danach hat es mich nie wieder gekümmert, ob ich jemandes Lieblingsschauspielerin war).
Beide Vorfälle und die Umstände, unter welchen die Schauspielerin von den Gründen für die Tragödie ihres Lebens erfuhr, werden in Mord im Spiegel beinahe wörtlich von Agatha Christie wiedergegeben.

## Trivia
Im ersten Kapitel erinnert sich Miss Marple an den Fall, der im Roman Die Tote in der Bibliothek dargestellt ist.
Der Name „Gregg“ könnte eine Anspielung auf den Arzt Norman McAlister Gregg sein, der als Erster die Missbildungen bei Neugeborenen beschrieb, deren Mütter während der Schwangerschaft Röteln gehabt hatten.

## Personen
- Miss Jane Marple, die Amateurdetektivin
- Chefinspektor Dermot Craddock
- Dr. Haydock, Miss Marples Hausarzt
- Dolly Bantry, Freundin von Miss Marple und frühere Besitzerin von Gossington Hall
- Marina Gregg, bekannte Schauspielerin
- Jason Rudd, ihr Mann
- Ella Zielinsky, seine Sekretärin
- Hailey Preston, sein Werbeassistent
- Heather Badcock, Sekretärin eines Wohltätigkeitsvereins
- Arthur Badcock, ihr Mann
- Dr. Gilchrist, Marinas Arzt
- Ardweck Fenn, Gast auf dem Wohltätigkeitsfest
- Margot Bence, Fotografin
- Gladys Dixon, Kantinenhilfe in den Filmstudios von Rudd
- Mrs. Dixon, ihre Mutter

## Verfilmungen

### Mord im Spiegel (1980)
Der Roman diente 1980 als Vorlage für den hochkarätig besetzten englischen Spielfilm The Mirror Crack’d (deutscher Titel: Mord im Spiegel) mit Angela Lansbury als Miss Marple und Elizabeth Taylor als Marina sowie Tony Curtis, Rock Hudson und Geraldine Chaplin (Regie: Guy Hamilton).

### Miss Marple (Fernsehserie)
1992 gab es für das britische Fernsehen ein Remake unter dem Titel The Mirror Crack’d from Side to Side mit Joan Hickson als Miss Marple und Claire Bloom als Marina (Regie: Norman Stone).

### Agatha Christie’s Miss Marple
2009 wurde er erneut verfilmt und in der fünften Staffel der ITV-Fernsehserie Agatha Christie’s Marple mit Julia McKenzie als Miss Marple ausgestrahlt.

### Agatha Christie: Mörderische Spiele
Mord im Spiegel (F 2017)
In der Fernsehserie um Kommissar Laurence wird das Thema erneut aufgegriffen.
Zusammen mit der Journalistin Alice Avril und seiner Sekretärin Marlene klärt er den Mord einer Schauspielerin an der Frau auf, die als Fan sie vor vielen Jahren mit Röteln anstecke und so die geistige Behinderung ihres Sohnes, mit dem sie damals schwanger war, verursachte.

## Wichtige Ausgaben
- 1962 Collins Crime Club (London), 12. November 1962
- 1963 Dodd Mead and Company (New York), September 1963
- 1964 deutsche Erstausgabe Scherz Verlag unter dem Titel Dummheit ist gefährlich in der Übersetzung von Ilse Velten[3]
- 1980 Neuausgabe in der Übersetzung von Ursula Gaïl Mord im Spiegel oder Dummheit ist gefährlich[4]

## Hörbücher
- 2004 Mord im Spiegel (6 CDs): ungekürzte Lesung. Sprecherin: Ursula Illert. Regie: Hans Eckardt. Übersetzung von Ursula Gail. Verlag und Studio für Hörbuchproduktionen (Marburg/Lahn)[8]
- 2005 Mord im Spiegel (3 CDs): mit der original Miss-Marple-Filmmelodie. Gelesen von Herma Koehn. Regie: Sven Stricker. Aus dem Englischen von Christa Broermann. Autorisierte Lesefassung. Der Hörverlag (München)[9]